# Рдест взморниколистный
Рдест взморниколистный (лат. Potamogeton compressus) — вид травянистых растений рода Рдест (Potamogeton) семейства Рдестовые (Potamogetonaceae).

## Ботаническое описание
Многолетнее растение с удлинённым, цилиндрическим, часто отсутствующим корневищем. Стебли сильно сплюснутые, 2—3 мм шириной, с удлинёнными междоузлиями 5—20 см длиной. Листья сидячие, линейные, 5—20 см длиной и 2—4 мм шириной, обычно округленные и стянутые в остроконечие на верхушке, реже приостренные с 5 главными жилками и с многочисленными вторичными. Прилистники длинные, 2—5 см длиной, беловатые, у нижних листьев округлённые и с остроконечием на верхушке, у верхних острые, с остающимися по отмирании их волокнами. Цветоносы 2—4 см длины, толстые, равномерной толщины, в 2—4 раза длиннее соцветия. Соцветие продолговатое, густое. Плоды 2 мм длиной, почти почковидной формы, слегка сплюснутые, с несколько выпуклой брюшной стороной и округленною тупо 3-килеватою спинкой, на верхушке с центрально расположенным носиком.

## Распространение
Произрастает в Западной Европе, Японии, Северной Америке. В России встречается в Европейской части, Западной и Восточной Сибири, на Дальнем Востоке.

## Значение и применение
Летом и осенью поедается европейским лосём (Alces alces Linnaeus).